# 젤다의 전설 황혼의 공주
젤다의 전설 황혼의 공주(The Legend of Zelda: Twilight Princess)는 닌텐도가 개발한 게임큐브, Wii용 게임 소프트웨어이다. 게임큐브용은 일본에서 2006년 12월 2일, Wii용은 미국에서 2006년 11월 19일 먼저 발매했으며, 대한민국에서는 Wii용만 2009년 8월 27일에 발매되었다.